# ILWIS
ILWIS (acrónimo inglés de Integrated Land and Water Information System, Sistema Integrado de Información de Tierra y Agua) es un Sistema de Información Geográfica (SIG) y software de percepción remota para el manejo de información geográfica vectorial y raster. Las características de ILWIS incluye digitalización, edición, análisis y representación de geodatos así como la producción de mapas de calidad.
Inicialmente ILWIS fue desarrollado y distribuido por ITC Enschede (International Institute for Geo-Information Science and Earth Observation) bajo la modalidad shareware en los Países Bajos, pero desde el 1 de julio de 2007 se distribuye de conformidad con los términos de la licencia de documentación libre GNU, pasando a ser software libre.
A pesar de que las capacidades del software van por detrás al de otros programas informáticos comerciales similares, se espera que las funcionalidades de ILWIS se incrementen tras la liberación de su código fuente. Similar en muchos aspectos al SIG, también de software libre, GRASS GIS, a diferencia de este ILWIS por el momento únicamente está disponible de forma nativa bajo sistema operativo Microsoft Windows.

## Historia
A finales de 1984, ITC recibió una subvención por parte del Ministerio de Asuntos Exteriores para el desarrollo de un Sistema de Información Geográfica destinado al planeamiento y ordenación del territorio y las cuencas fluviales. Para finales de 1988 la versión 1.0, basada en el sistema operativo DOS, estaba ya operativa. Dos años después, ILWIS pasó a comercializarse al mismo tiempo que ITC establecía una red de distribuidores a nivel mundial. En 1996 se lanza ILWIS 2.0 para el sistema operativo Windows y cinco años después, a mediados de 2001 se libera ILWIS 3.0. El 1 de enero de 2004 ILWIS 3.2 pasa a distribuirse como shareware. El 1 de julio de 2007 y ya en la versión 3.4, se eliminan los componentes propietarios y pasa a ser software libre de fuente abierta bajo licencia GPL.
ILWIS actualmente está programado en Microsoft Visual Basic 6. El roadmap del proyecto establece la migración a herramientas de compilación GNU (GCC). Una vez que esta migración completa esté terminada el objetivo es dividir ILWIS Open en componentes individuales con el fin de que se puede reutilizar las funcionalidades del programa y de su procesamiento de imágenes además en Infraestructuras de Datos Espaciales (IDE). Estas funcionalidades serán ofrecidas en un framework abierto de servicios distribuidos orientados en dos frentes:
- Servicios proxy JAVA para programadores.
- Servicios basados en los estándares OGC para aplicaciones clientes.